# Michael Legge
Pour les articles homonymes, voir Legge.
Michael Legge, né le 12 juin 1953 au Massachusetts (États-Unis), est un réalisateur, scénariste et acteur américain.

## Filmographie

### comme réalisateur
- 1987 : Chat for Mrs. Order
- 1989 : Working Stiffs (vidéo)
- 1991 : Loons
- 1994 : Cutthroats
- 1995 : Sick Time
- 1997 : Potential Sins
- 1997 : Alien Agenda: Under the Skin
- 1998 : Stumped (vidéo)
- 1998 : Creaturealm: Demons Wake
- 1999 : Braindrainer (vidéo)
- 2003 : Honey Glaze (vidéo)
- 2005 : Democrazy (vidéo)

### comme scénariste
- 1987 : Chat for Mrs. Order
- 1989 : Working Stiffs (vidéo)
- 1991 : Loons
- 1994 : Cutthroats
- 1995 : Sick Time
- 1997 : Potential Sins
- 1997 : Alien Agenda: Under the Skin
- 1998 : Stumped (vidéo)
- 1998 : Creaturealm: Demons Wake
- 1999 : Braindrainer (vidéo)
- 2005 : Democrazy (vidéo)

### comme acteur
- 1987 : Chat for Mrs. Order
- 1989 : Working Stiffs (vidéo) : Ed Drago
- 1991 : Loons : Jasper Coukos / Francis (Silent Sequence) / No Lines (Gangster Sequence) / Lonnie (Werewolf Sequence)
- 1994 : Cutthroats : Rotman
- 1995 : Sick Time : Malcolm Blank / The Amazing Jacques
- 1997 : Potential Sins
- 1998 : Stumped (vidéo) : Lt. Dannon
- 1999 : Braindrainer (vidéo) : The Amazing Jacques
- 2000 : The Girls from H.A.R.M.! (vidéo) : Wahl
- 2003 : Honey Glaze (vidéo) : Dr. Sum Thaim
- 2005 : Democrazy (vidéo) : President Douche